# Druga krucjata pasterzy

Miniatura z XV wieku, przedstawiająca krucjatę pasterzy

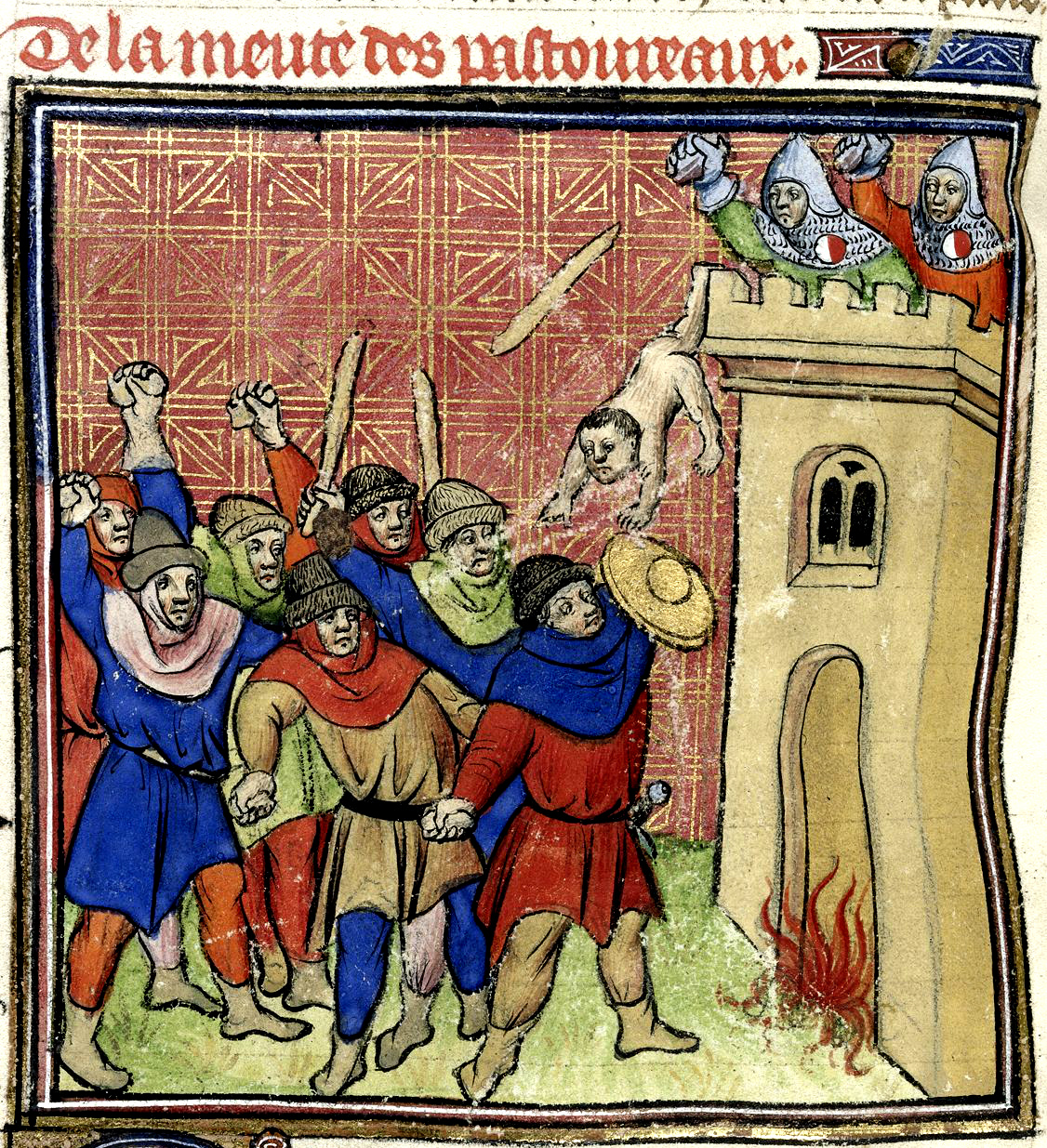
Pasterze podpalają wieżę w Verdun, gdzie ukryło się 500 Żydów

Druga krucjata pasterzy – zwyczajowa nazwa dla ruchu, który ogarnął znaczną część dolnych warstw społeczeństwa francuskiego w 1320 roku. Celem krucjaty było wsparcie rekonkwisty na Półwyspie Iberyjskim.

## Tło
W XIV wieku większość Półwyspu Iberyjskiego była już wyzwolona z rąk Maurów. Tylko na południu trwało ostatnie państwo muzułmańskie w Europie – emirat Grenady, które już od ponad siedemdziesięciu lat było lennem Królestwa Kastylii-León.
W maju 1320 roku młody normandzki pasterz ogłosił, że przybył do niego Duch Święty i nakazał mu walkę z muzułmanami na Półwyspie Iberyjskim. Słowa chłopca padły na podatny grunt, gdyż już od jakiegoś czasu we Francji krążyły pogłoski o organizacji nowej krucjaty. Jednocześnie zaś pogorszyły się warunki materialne chłopów z powodu tzw. małej epoki lodowej i po przywróceniu przez króla Ludwika X nakazu spłaty długów u żydowskich lichwiarzy (po wydaleniu Żydów na początku XIV wieku z Francji to monarchia ściągała długi). Biedniejsze warstwy społeczeństwa wierzyły więc w poprawę swojego losu dzięki uczestnictwu w krucjacie.

## Działania
Krzyżowcy wyprawili się początkowo do Paryża, aby poprosić króla Filipa V o wsparcie i objęcie nad nimi przywództwa. Król jednak nawet nie zgodził się na przyjęcie delegacji chłopów. Zawiedzione masy uderzyły wówczas na zamek Châtelet i uwolniły tamtejszych więźniów. Następnie uczestnicy wyprawy skierowali się na południowy zachód, do Akwitanii, skąd udali się na południe ku granicy Aragonii.
W czasie marszu pomiędzy majem a drugą połową czerwca pastuszkowie przeszli szlak od Santes, przez Cahors, Albi i Tuluzę do Verdun. Wszędzie tam dokonywali pogromów Żydów, atakowali zamki, napadali na królewskich urzędników, duchownych, a nawet trędowatych. Sytuacji w zachodniej Francji przyglądał się z niepokojem papież Jan XXII, przebywający w swoich dobrach w Awinionie. Gdy masy chłopskie znalazły się pod Tuluzą (12 czerwca), papież nakazał powstrzymanie dalszej wędrówki „krzyżowców”, czego nie udało się przeprowadzić. Jednocześnie zakaz wejścia do swojej domeny nałożył na pastuszków król Aragonii Jakub II Sprawiedliwy.
Oficjalne rozkazy władców nie były jednak w stanie powstrzymać zrewoltowanych chłopów, którzy wdarli się do Aragonii w lipcu 1320 roku. Wówczas Jakub II wziął w osobistą opiekę Żydów i nakazał swoim urzędnikom, aby w jego imieniu zapewnili im bezpieczeństwo. Mimo to doszło do ataku na twierdzę Jaca (obecnie w granicach Hiszpanii) oraz do szczególnie dużego pogromu Żydów w Montclús, gdzie zamordowano 300 osób. Zirytowany działaniem chłopów król wysłał do spacyfikowania chłopów swojego młodszego syna, ks. Alfonsa. Ten ostatni kazał powiesić czterdziestu krzyżowców w miejscowości Huesca, a także odpowiedzialnych za wygnanie Żydów z Tudeli i Pampeluny.
Po rozprawieniu się z radykalnymi przywódcami zapał pozostałych do walki z niewiernymi wygasł i chłopi rozpierzchli się.

## Skutki
Krucjata nigdy nie dotarła do celu i nie wypełniła swojego zadania. Uczestnicy zrywu ostatecznie stali się buntownikami przeciwko władzy królewskiej oraz antysemitami. Wiązało się to z faktem, że Żydzi posiadali odmienne prawa i byli otoczeni królewską opieką.
Po wygaśnięciu buntu król Filip V nakazał ukarać grzywną gminy, w których doszło do antysemickich wystąpień. W rezultacie w 1321 roku doszło do buntu mieszczan w karanych gminach i do ponownych wystąpień przeciwko Żydom.